# Zoe Gillings-Brier
Zoe Gillings-Brier (gebürtig Gillings; * 14. Juni 1985 in Douglas) ist eine ehemalige britische Snowboarderin. Sie startete im Snowboardcross und nahm an vier Olympischen Winterspielen sowie sieben Snowboard-Weltmeisterschaften teil.

## Werdegang
Gillings begann im Alter von zehn Jahren mit dem Snowboarden und startete im Dezember 2001 in Whistler erstmals im Snowboard-Weltcup, wobei sie den 14. Platz errang. Bei den Juniorenweltmeisterschaften 2002 in Rovaniemi belegte sie den 34. Platz im Parallel-Riesenslalom, den 27. Rang in der Halfpipe sowie den zehnten Platz im Snowboardcross und bei den Juniorenweltmeisterschaften 2003 in Prato Nevoso den 23. Platz im Parallel-Riesenslalom und den vierten Rang im Snowboardcross. In der Saison 2003/04 erreichte sie mit vier Top-Zehn-Platzierungen den achten Platz im Snowboardcross-Weltcup. Zu Beginn der Saison 2004/05 holte sie in Valle Nevado ihren einzigen Weltcupsieg und errang tags darauf dort den zweiten Platz. Im weiteren Saisonverlauf fuhr sie bei den Snowboard-Weltmeisterschaften 2005 in Whistler auf den 14. Platz und erreichte zum Saisonende mit dem vierten Platz im Snowboardcross-Weltcup ihr bestes Gesamtergebnis. Bei ihrer ersten Teilnahme an Olympischen Winterspielen im Februar 2006 in Turin errang sie den 15. Platz. Nach Platz drei beim Europacup in Kaprun und Rang 20 bei den Snowboard-Weltmeisterschaften 2007 in Arosa, kam sie im Weltcup viermal unter die ersten 20 und wurde damit Zwölfte im Snowboardcross-Weltcup. In der Saison 2007/08 erreichte sie bei acht Weltcupteilnahmen, sechs Top-Zehn-Platzierungen, darunter Platz zwei in Gujō den siebten Platz im Snowboardcross-Weltcup. Zudem errang sie bei den Winter-X-Games 2008 mit dem sechsten Platz ihr bestes Ergebnis bei diesen Wettbewerb. Diese Platzierung wiederholte sie vier Jahre später. Nach Platz vier beim Weltcup in Chapelco zu Beginn der Saison 2008/09, kam sie sechsmal unter die ersten Zehn. Dabei errang sie in Bad Gastein und in Chiesa in Valmalenco jeweils den dritten Platz und wurde damit Fünfte im Snowboardcross-Weltcup. Beim Saisonhöhepunkt, den Snowboard-Weltmeisterschaften 2009 in Gangwon, fuhr sie auf den 11. Platz. 
In der Saison 2009/10 belegte Gillings den 14. Platz und in der Saison 2010/11 den 16. Rang im Snowboardcross-Weltcup. Dabei errang sie im März 2011 den dritten Platz in Arosa. Bei den Olympischen Winterspielen 2010 in Vancouver wurde sie Achte und bei den Snowboard-Weltmeisterschaften 2011 in La Molina Siebte. In der Saison 2011/12 erreichte sie bei allen Weltcupteilnahmen Top-Zehn-Platzierungen, darunter Platz drei in Chiesa in Valmalenco und wurde damit Sechste im Snowboardcross-Weltcup. In den folgenden Jahren belegte sie in der Saison 2012/13 bei den Snowboard-Weltmeisterschaften 2013 im Stoneham den zehnten Platz sowie im Snowboardcross-Weltcup den 12. Rang und in der Saison 2013/14 bei den Olympischen Winterspielen 2014 in Sotschi den neunten Platz sowie den zehnten Rang im Snowboardcross-Weltcup. Nachdem sie im August 2014 ihren Trainer geheiratet hatte, trat sie ab der Saison 2014/15 unter den Namen Gillings-Brier an und startete in der Saison ausschließlich im Europacup, wobei sie mit vier Podestplatzierungen darunter Platz eins in Lenk, den dritten Platz in der Snowboardcross-Wertung errang. Im Weltcup erreichte sie in den folgenden Jahren meist Platzierungen außerhalb der ersten Zehn. Bei den Snowboard-Weltmeisterschaften 2015 am Kreischberg kam sie auf den 22. Platz und bei den Snowboard-Weltmeisterschaften 2017 in der Sierra Nevada auf den neunten Platz. In ihrer letzten aktiven Saison 2017/18 fuhr sie bei ihrer vierten Teilnahme an Olympischen Winterspielen im Februar 2018 in Pyeongchang auf den 13. Platz und absolvierte im März 2018 in Veysonnaz ihren 93. und damit letzten Weltcup, welchen sie auf dem neunten Platz beendete.

## Teilnahmen an Weltmeisterschaften und Olympischen Winterspielen

### Olympische Winterspiele
- 2006 Turin: 15. Platz Snowboardcross
- 2010 Vancouver: 8. Platz Snowboardcross
- 2014 Sotschi: 9. Platz Snowboardcross
- 2018 Pyeongchang: 13. Platz Snowboardcross

### Snowboard-Weltmeisterschaften
- 2005 Whistler: 14. Platz Snowboardcross
- 2007 Arosa: 20. Platz Snowboardcross
- 2009 Gangwon: 11. Platz Snowboardcross
- 2011 La Molina: 7. Platz Snowboardcross
- 2013 Stoneham: 10. Platz Snowboardcross
- 2015 Kreischberg: 22. Platz Snowboardcross
- 2017 Sierra Nevada: 9. Platz Snowboardcross

## Weltcupsiege und Weltcup-Gesamtplatzierungen

### Weltcupsiege
| Nr. | Datum              | Ort          | Disziplin      |
| --- | ------------------ | ------------ | -------------- |
| 1.  | 16. September 2004 | Valle Nevado | Snowboardcross |

### Weltcup-Gesamtplatzierungen
| Saison  | Gesamt | Gesamt | Snowboardcross | Snowboardcross |
| Saison  | Punkte | Platz  | Punkte         | Platz          |
| ------- | ------ | ------ | -------------- | -------------- |
| 2001/02 | 23     | 43.    | 180            | 47.            |
| 2002/03 | 71     | 21.    | 440            | 28.            |
| 2003/04 | -      | -      | 2320           | 8.             |
| 2004/05 | -      | -      | 3040           | 4.             |
| 2005/06 | 344    | 113.   | 344            | 36.            |
| 2006/07 | 850    | 57.    | 850            | 12.            |
| 2007/08 | 3110   | 21.    | 2930           | 7.             |
| 2008/09 | 3670   | 13.    | 3670           | 5.             |
| 2009/10 | 1140   | 50.    | 1140           | 14.            |
| 2010/11 | -      | -      | 960            | 16.            |
| 2011/12 | –      | –      | 2600           | 6.             |
| 2012/13 | –      | –      | 1660           | 12.            |
| 2013/14 | –      | –      | 1400           | 10.            |
| 2015/16 | –      | –      | 480            | 23.            |
| 2016/17 | –      | –      | 920            | 18.            |
| 2017/18 | –      | –      | 820            | 28.            |